# 原国民政府旧址
原国民政府旧址位于中国江苏省南京市，包括原中华民国国民政府行政院、交通部、外交部、考试院、最高法院、中央党史史料陈列馆、中央监察委员会、小红山主席官邸、临时政府参议院。2001年被列为第五批全国重点文物保护单位。

## 子项目
- 国民政府考试院旧址：位于玄武区北京东路41、43号，现为中国共产党南京市委员会、南京市人民政府、南京市人民代表大会常务委员会、中国人民政治协商会议南京市委员会。
- 国民政府主席官邸旧址：位于玄武区中山陵9号，俗称美龄宫，1931年建成。
- 国民党中央监察委员会办公楼旧址：位于玄武区中山东路313号，1936年建造，现为南京军区档案馆。
- 国民党中央党史史料陈列馆旧址：位于玄武区中山东路309号，1934年由杨廷宝设计，1935年建成，现为中国第二历史档案馆。
- 国民政府外交部旧址：位于鼓楼区中山北路32号，建于1933～1935年，现为江苏省人民代表大会常务委员会使用。
- 国民政府最高法院旧址：位于鼓楼区中山北路101号。
- 国民政府行政院旧址：位于鼓楼区中山北路252、254号，主体建筑为钢筋混凝土仿木结构建筑，由赵深、范文照于1928年设计，1933年建成后为铁道部，1946年为行政院。现为中国人民解放军南京政治学院。
- 国民政府交通部旧址：位于鼓楼区中山北路303号，现也属解放军南京政治学院。
- 临时政府参议院旧址：位于鼓楼区湖南路10号。[2]